# 倉西誠一
倉西 誠一（くらにし せいいち、1968年3月24日 - ）は、株式会社KADOKAWAのブランドカンパニーの一つであるアスキー・メディアワークスの編集者。第7編集局（アスキー系編集部）局長。

## 人物
石川県金沢市出身。1980年より富山県小杉町（現射水市）に移る。富山県立富山中部高等学校、立教大学文学部日本文学科卒業。大学在学中の1986年よりペヨトル工房に散発的に参加する。
1991年よりフリーのゲームライターとなり、『ゲームボーイ』のライター（アニキ倉西）として活動。1993年に大学を卒業し、1995年より『電撃PlayStation』に参加、2003年より2009年まで同誌編集長（第2代）。2009年7月に『電撃DS&Wii』を総合誌『電撃ゲームス』（2011年5月休刊）にリニューアルさせたのち、『週刊アスキー』に異動している。
パワプロクンポケットシリーズやモンスターハンターシリーズのファンで、これらのゲーム製作スタッフとの対談やコラムも担当。2007年にはブログをまとめた『狩られ道 MONSTER HUNTER PORTABLE 2ndプレイログ』がメディアワークスより上梓された。
AppBank株式会社 社外取締役、「マックスむらい、村井智建を語る。」 構成・文担当。

## 刊行物

### 雑誌
- 週刊アスキー

### 書籍
- アスキー新書
- ASCII Books

## Web媒体
- 週刊アスキーPLUS
- iPhonePLUS
- AndroidPLUS
- アスキーストア
- ASCII.jp
- Web Professional
- アスキークラウド